# Nish Kumar

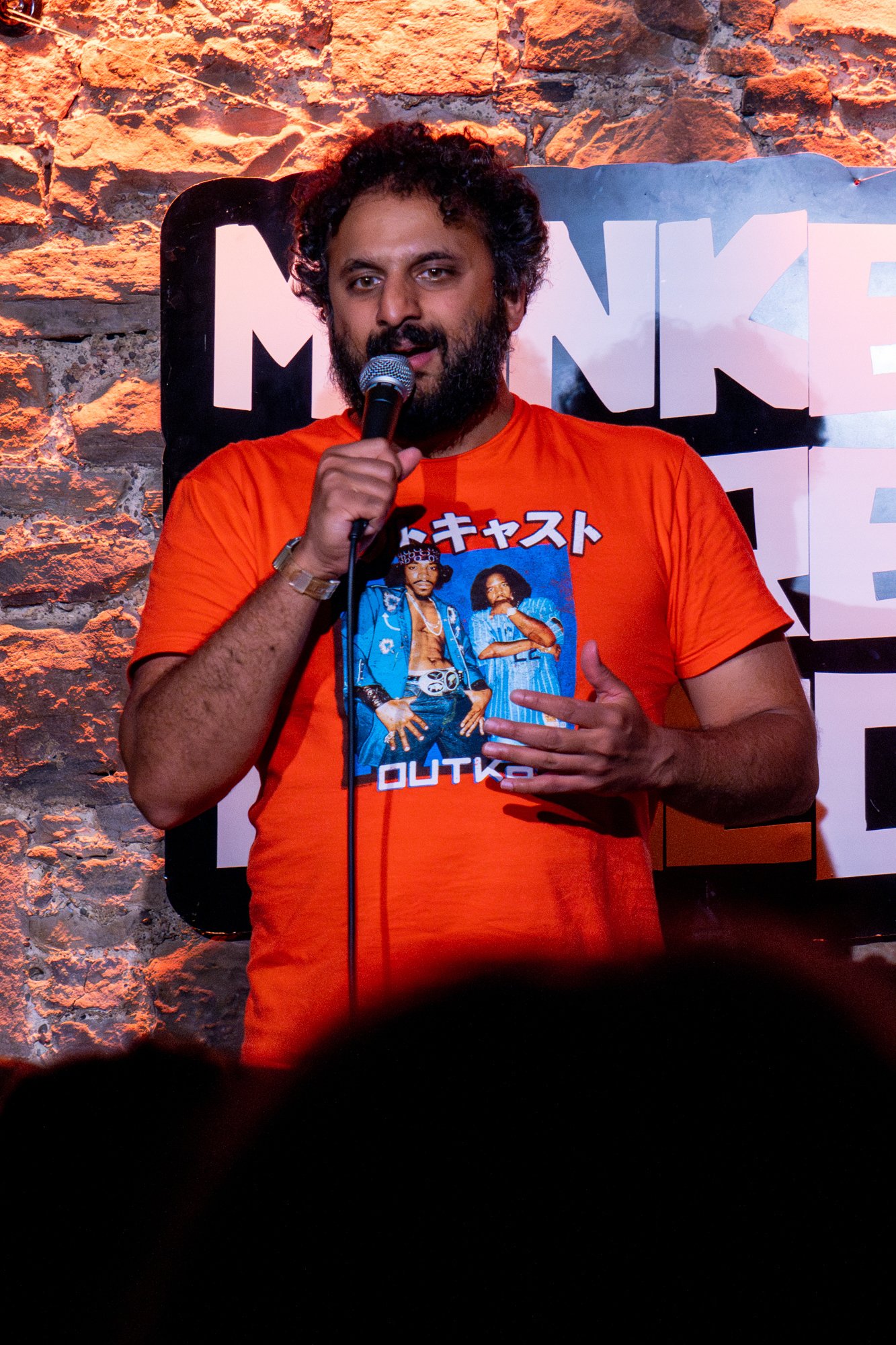
Nish Kumar (2024)

Nishant Kumar (geb. 1985) ist ein britischer Stand-up-Comedian, Fernsehmoderator und Podcaster. 

## Leben
Kumar wurde 1985 in Tooting geboren und wuchs in Croydon im Süden Londons auf. Er besuchte die St. Olave's Grammar School in Orpington, bevor er am Grey College an der Durham University Englisch und Geschichte studierte. Er ist indischer Abstammung. Er nahm 2017 an der fünften Staffel von Taskmaster teil.